# 朱利安山 (伊利諾伊州)
朱利安山（英語：Julien Hill）是位於美國伊利諾伊州波普縣的一個非建制地區。該地的面積和人口皆未知。

## 地理
朱利安山的座標為37°28′30″N 88°28′43″W / 37.47500°N 88.47861°W，而該地的平均海拔高度為197米（即646英尺）。